# Alfred Gertler
Alfred Gertler (* 13. Januar 1913 in Dingelstädt; † 4. Juni 2001 in Oelde) war Diplomlandwirt und Politiker (Zentrum).
Gertler besuchte das Gymnasium in Heiligenstadt. Er durchlief eine landwirtschaftliche Lehrzeit im Rheinland, in Westfalen sowie in der Provinz Sachsen (heute Sachsen-Anhalt). Im Anschluss begann er sein Studium der Landwirtschaft in Jena, setzte es in Bonn fort und beendete es in Halle (Saale). Nach seinem landwirtschaftlichen Diplomexamen promovierte er 1938 zum Doktor der Naturwissenschaften mit einer Untersuchung über den Protein-Ertrag von Futterpflanzen in Mitteldeutschland. Gertler war als Diplomlandwirt in Berlin, Dresden, Hannover und Münster (Westf.) tätig. Er war 1941, 1942 sowie 1944 und 1945 Soldat.
Bereits vor 1933 war er politisch in der Zentrumspartei aktiv. Im Herbst 1946 wurde er Mitglied des geschäftsführenden Vorstandes der Deutschen Zentrumspartei. Er wurde zum Mitglied des Niedersächsischen Landtages für die erste Wahlperiode vom 20. April 1947 bis 30. April 1951 gewählt. Im Niedersächsischen Landtag war er vom 13. Mai 1947 bis 30. April 1951 Beisitzer. Ferner war er stellvertretender Vorsitzender der Zentrum-Landtagsfraktion vom 6. Oktober 1950 bis 30. April 1951. Vom 10. Februar 1949 bis zum 30. April 1951 führte er den Vorsitz des Ausschusses für Gesundheitswesen.
In Münster war er vom 1. Mai 1951 bis zum 31. Dezember 1972 bei den Farbwerken Hoechst AG tätig, zunächst als Leiter des Stickstoff- und Pflanzenzuchtkontors, später als Leiter der Landwirtschaftlichen Außenstelle. 
Alfred Gertler hat 1948 die katholische Studentenverbindung Hansea-Halle im KV in Münster reaktiviert, die 1900 in Halle (Saale) gegründet worden war und 1936 auf Anordnung der Nationalsozialisten aufgelöst wurde. Von 1951 bis 1969 war er Vorsitzender des Altherrenvereins dieser Verbindung.  
Alfred Gertler war verheiratet und hatte fünf Kinder mit seiner Frau Gertrud geb. von den Benken († 1986). Der Hochschullehrer und Medienproduzent Martin Gertler ist sein Sohn.